# Ocotea foetens
Ocotea foetens és una espècie fanerògama d'arbres de fins a 40 m d'alçada de la família de les lauràcies. És constituent habitual de la selva laurisilva dels arxipèlags de la Macaronèsia: Madeira i Açores (Portugal), i Canàries (Espanya). Cal destacar que està amenaçat per la pèrdua d'hàbitat i que apareix al centre de l'escut d'El Hierro.
Aquesta espècie presenta un tronc esvelt, cilíndric i molt ramificat des de la base amb un fullatge perennifoli de color més fosc que Laurus azorica, copa densa i globosa, sent l'arbre que posseeix una major cobertura de tota la laurisilva. Les flors són de mida petita, de color blanquinós, verdós o groguenc que apareixen en inflorescències de tipus raïm subterminals desprenent una olor agradable que recorda al dels til·lers d'Europa.
El Garoé era un arbre sagrat per als bimbaches, antics habitants d'El Hierro, i un dels seus símbols, encara que es desconeix exactament la seva espècie és probable que fos Ocotea foetens o una altra lauràcia. La llegenda diu que a la base d'aquest arbre es destil·lava aigua suficient per a tots els bimbaches. Aquest fet té relació amb la realitat, ja que les illes es troben sota la influència dels vents alisis, que afavoreix la condensació dels núvols a les branques d'aquest arbre afavorint la pluja al voltant de l'illa. L'arbre sagrat va desaparèixer després d'una tempesta a 1610 i en el seu lloc va ser plantat un exemplar d'O. foetens.